# Mitius minor
Mitius minor är en insektsart som först beskrevs av Tokuichi Shiraki 1911.  Mitius minor ingår i släktet Mitius och familjen syrsor. Inga underarter finns listade i Catalogue of Life.